# Terlaky Tamás
Terlaky Tamás (Kaposvár, 1955. január 10. –) magyar-kanadai-amerikai állampolgár, a Lehigh Egyetem Ipari és Rendszermérnöki tudományok professzora. Különösen a véges criss-cross algoritmus felfedezéséről, belső-pontos algoritmusokról, és a centrális útkövető belsőpontos algoritmusok Klee-Minty példáiról ismert.

## Életrajz
1955. január 10-én született Kaposváron. Matematikát és operációkutatást tanult a Budapesti Eötvös Loránd Tudományegyetemen. Egyetemi doktori (dr. univ.) fokozatot szerzett 1981-ben Klafszky Emil témavezetésével. A matematika tudományok kandidátusi értekezését (konzulense Klafszky Emil) 1985-ben védte meg. Az MTA Doktora címet 2006-ban nyerte el, elsősorban a lineáris és szemidefinit optimalizálás belsőpontos módszereinek a fejlesztése terén elért eredményeinek az elismeréseképpen.
Terlaky 1981-től 1989-ig tanított az Eötvös Loránd Tudományegyetemen; a Delfti Műszaki Egyetemen pedig 1989 és 1999 között; illetve az ontariói Hamiltonban, a McMaster Egyetemen 1999 és 2008 között, innen a Lehigh Egyetemre ment. A Lehigh Egyetemen a George N. és Soteria Kledaras nevesített Egyetemi Tanára. 2008 és 2017 között az Ipari és Rendszertudományok Tanszék tanszékvezetője volt. 2020 óta a Kvantum Számítástudomány és Optimalizálás Laboratórium igazgatója.
Alapító elnöke (2000) és 2003 óta tiszteletbeli elnöke az EUROPTnak, az EURO Folytonos Optimalizálási Munkacsoportjának. 2017 és 2019 között az SIAM Optimalizálási Társaság elnökévé választották. 2019 óta az INFORMS alelnöke.

## Karrier
Terlaky 1985-ben és 1987-ben publikálta a criss-cross algoritmusról írt cikkeit. Az irányított matroidok elméletét Terlaky és Zhang (1991) is felhasználta annak bizonyítására, hogy a criss-cross algoritmusaik végesek irányított matroid lineáris programozási problémákra megoldására is.
Terlaky korábban az Eötvös Loránd Tudományegyetemen és a Delfti Műszaki Egyetemen tanított. 1999 és 2008 között a McMaster Egyetem Számítástudományi és Szoftver Tanszékének professzora volt, és ugyanezen egyetemen Mérnöki és Tudományos Számítástudomány Doktori Iskola alapító igazgatója is volt.
2020-ban Terlaky Luis Zuluagaval egyetemben elnyert egy nagy méretű a DARPA kutatási projektet a kvantumszámítástudomány és optimalizálás területén.
Terlaky az Optimization and Engineering (1998-ban alapított), a matematikai optimalizálás és annak mérnöki alkalmazásaira szakosodott folyóirat alapító Főszerkesztője is. Számos szerkesztőbizottságban szolgált, többek közt a Computational Optimization and Applications-ben, az European Journal on Operational Research-ben, az Optimization Methods and Software-ben, Optimization Letters-ben, és a Journal of Computational Sciences-ben. 2021-től a Journal of Optimization Theory and Applications Főszerkesztője.

## Elismerések
Terlakyt megválasztották:
- 2005: A Fields Intézet kiemelkedö örökös tagja [11]
- 2017: Az Operációkutatás és Menedzsmenttudományi Intézet (INFORMS) kiemelkedő örökös tagja
- 2018: Az Ipari és Alkalmazott Matematikai Társaság (SIAM) kiemelkedő örökös tagja[12]
- 2020: A Kanadai Mérnöki Akadémia rendes tagja
- 2021: Az Operációkutatási Társaságok Nemzetközi Szövetségének (IFORS) kiemelkedő örökös tagja

2017-ben ő kapta a Daniel H. Wagner-díjat az Operációkutatás Gyakorlati Alkalmazása területén elért kimagasló teljesítményéért. Munkatársaival Ö fejlesztette ki a forradalmian új, a Fogvatartottak Börtönhöz való Hozzárendelés Optimalizálási Döntéstámogatási Rendszert (IADSS) a Pennsylvaniai Büntetésvégrehajtási és Rehabilitációs Minisztériummal együttmüködve.
Emellett 2019-ben a büntetésvégrehajtási és rehabilitációs rendszerek terén végzett úttörő munkájáért az Ipari Rendszer Mérnökök Intézete (IISE) Terlaky munkacsoportjának ítélte a Szolgáltatási Rendszermérnökség Kiemelkedő Innovációs díját.
További díjak:
- A Kanadai Operációkutatási Társaság Érdemdíja (2015)
- A Magyar Operációkutatási Társaság Egerváry Jenő díja (2017)
- A Bolyai János Matematikai Társulat Farkas Gyula díja (1985)
- Az INFORMS-UPS George D. Smith Díj négyszeres döntőse (2021, 2013, 2014, 2015)

## Válogatott publikációi

### Könyvek
- Egy véges criss-cross módszer és alkalmazásai; SZTAKI, Bp., 1986 (Tanulmányok. MTA Számítástechnikai és Automatizálási Kutató Intézet)
- Terlaky, Tamás (editor) (1996). Interior Point Methods in Mathematical Programming. Kluwer Academic Publisher, Dordrecht, The Netherlands
- Roos, Cornelis; Terlaky, Tamás; Vial, Jean-Philippe (1997). Interior Point Approach to Linear Optimization: Theory and Algorithms. John Wiley & Sons, Chichester, New York, (second print by Springer Science (1998)
- Peng, Jiming; Roos, Cornelis; Terlaky, Tamás (2002). Self-Regularity: A New Paradigm for Primal-Dual Interior Point Methods”. Princeton University Press
- Etienne de Klerk–Cornelis Roos–Terlaky Tamás: Nemlineáris optimalizálás; ford. Bíró Anikó, Kovács Judit; BKÁE KTK, Bp., 2004 (Operációkutatás)
- Terlaky, Tamás; Anjos, Miguel F.; Ahmed, Shabbir (editors) (2017). Handbook of Advances and Trends in Optimization with Engineering Applications, Advances and Trends in Optimization with Engineering Applications. MOS-SIAM Book Series on Optimization, SIAM, Philadelphia

### Cikkek
Terlaky több mint 200 cikket publikált, ezek közül néhány:
- Fukuda, Komei; Terlaky, Tamás (1997). Liebling, Thomas M.; de Werra, Dominique (eds.). "Criss-cross methods: A fresh view on pivot algorithms". Mathematical Programming, Series B. 79 (Papers from the 16th International Symposium on Mathematical Programming held in Lausanne, 1997, number 1–3): 369–395. CiteSeerX 10.1.1.36.9373. doi:10.1007/BF02614325. MR 1464775. Postscript preprint.
- den Hertog, Dick; Roos, Cornelis; Terlaky, Tamás (1 July 1993). "The linear complementarity problem, sufficient matrices, and the criss-cross method" (PDF). Linear Algebra and Its Applications. 187: 1–14. doi:10.1016/0024-3795(93)90124-7. MR 1221693
- Illés, Tibor; Szirmai, Ákos; Terlaky, Tamás (1999). "The finite criss-cross method for hyperbolic programming". European Journal of Operational Research. 114 (1): 198–214. doi:10.1016/S0377-2217(98)00049-6. Zbl 0953.90055. Postscript preprint.
- Klafszky, Emil; Terlaky, Tamás (1991). "The role of pivoting in proving some fundamental theorems of linear algebra". Linear Algebra and Its Applications. 151: 97–118. doi:10.1016/0024-3795(91)90356-2. MR 1102142. Archived from the original (postscript) on 27 September 2011. Retrieved 4 August 2011.
- Terlaky, Tamás (1985). "A convergent criss-cross method". Optimization: A Journal of Mathematical Programming and Operations Research. 16 (5): 683–690. doi:10.1080/02331938508843067. ISSN 0233-1934. MR 0798939.
- Terlaky, Tamás (1987). "A finite crisscross method for oriented matroids". Journal of Combinatorial Theory. Series B. 42 (3): 319–327. doi:10.1016/0095-8956(87)90049-9. ISSN 0095-8956. MR 0888684.
- Terlaky, Tamás; Zhang, Shu Zhong (1993). "Pivot rules for linear programming: A Survey on recent theoretical developments". Annals of Operations Research. 46–47: 203–233. CiteSeerX 10.1.1.36.7658. doi:10.1007/BF02096264. ISSN 0254-5330. MR 1260019.
- Illés, Tibor; Szirmai, Ákos; Terlaky, Tamás (1999). "The finite criss-cross method for hyperbolic programming". European Journal of Operational Research. 114 (1): 198–214. CiteSeerX 10.1.1.36.7090. doi:10.1016/S0377-2217(98)00049-6. ISSN 0377-2217. PDF preprint.
- Roos, C. (1990). "An exponential example for Terlaky's pivoting rule for the criss-cross simplex method". Mathematical Programming. Series A. 46 (1): 79–84. doi:10.1007/BF01585729. MR 1045573.
- Terlaky, Tamás (1985). "A convergent criss-cross method". Optimization: A Journal of Mathematical Programming and Operations Research. 16 (5): 683–690. doi:10.1080/02331938508843067. ISSN 0233-1934. MR 0798939.
- Terlaky, Tamás (1987). "A finite crisscross method for oriented matroids". Journal of Combinatorial Theory. Series B. 42 (3): 319–327. doi:10.1016/0095-8956(87)90049-9. ISSN 0095-8956. MR 0888684.
- Gondzio, Jacek; Terlaky, Tamás (1996). "A computational view of interior point methods". In J. E. Beasley (ed.). Advances in linear and integer programming. Oxford Lecture Series in Mathematics and its Applications. 4. New York: Oxford University Press. pp. 103–144. MR 1438311. Postscript file at website of Gondzio.
- Pólik, Imre; Terlaky, Tamás (2007) “A survey of the S-lemma” SIAM Review 49 (3), 371-418.
- Bomze, Immanuael; Dür, Mirjam; De Klerk, Etienne; Roos, Cornelis; Quist, Arie; Terlaky, Tamás (2000) “On copositive programming and standard quadratic optimization problems” Journal of Global Optimization 18 (4), 301-320.
- Nemirovski, Arkadii; Roos, Cornelis; Terlaky; Tamás (1999) “On maximization of quadratic form over intersection of ellipsoids with common center” Mathematical Programming 86 (3), 463-473.
- Shahabsafa, Mohammad; Terlaky, Tamás; Gudapati, Chaitanya; Sharma, Anshul; Plebani, Louis; Wilson, George; Bucklen, Kristofer (2018) “The Inmate Assignment and Scheduling Problem and its Application in the PA Department of Correction”, Interfaces 48 (5), 467-483.
- Andersen, Erling D.; Roos, Cornelis; Terlaky, Tamás (2003) “On implementing a primal-dual interior-point method for conic quadratic optimization” Mathematical Programming 95 (2), 249-277.
- De Klerk, Etienne; Roos, Cornelis; Terlaky, Tamás (1997) “Initialization in semidefinite programming via a self-dual skew-symmetric embedding” Operations Research Letters 20 (5), 213-221.
- Deza, Nematollahi & Terlaky (2008) Deza, Antoine; Nematollahi, Eissa; Terlaky, Tamás (May 2008). "How good are interior point methods? Klee–Minty cubes tighten iteration-complexity bounds". Mathematical Programming. 113 (1): 1–14. CiteSeerX 10.1.1.214.111. doi:10.1007/s10107-006-0044-x. MR 2367063